# Йоанис Деместихас
Йоанис Деместихас или капитан Никифорос (на гръцки: Ιωάννης Δεμέστιχας, Καπετάν Νικηφόρος) е гръцки офицер и революционер, деец на Гръцката въоръжена пропаганда в Македония от началото на XX век.

## Биография
Роден е през 1882 година. Завършва военноморска академия, след което влиза с чета във вътрешността на Македония и действа заедно с Телос Агапинос (Аграс), Константинос Мазаракис (Акритас), Стефанос Папагалос, Апостолис Матопулос и Гоно Йотов в района на Ениджевардарското езеро. Йоанис Деместихас ръководи нападенията срещу българските села Бозец и Куфалово през 1906 и 1907 година. Йоанис Деместихас действа в източната част на езерото, Константинос Сарос в южната, а Телос Аграс и Панайотис Пападзанетеас в западната част..
Става известен на масовата публика главно с книгата на гръцката писателка Пинелопи Делта „В тайните на блатото“.
През април 1907 година е заместен от Георгиос Пападопулос (капитан Никифорос II), напуска Македония и се завръща във Военноморските сили на Гърция. Участва в Балканската война и командва превземането на Хиос и Тенедос. По-късно става адмирал и началник на генералния щаб на Военноморските сили на Гърция в 1925-1926 година. След това е главен инспектор и директор на Департамента на Военноморските сили и участва в правителството в изгнание по време на окупацията на Гърция от Германия през Втората световна война. Умира в 1960 година.